# Mobo
Pour le matériel informatique, voir Carte-mère.
Mobo est une localité de la province de Masbate, aux Philippines. En 2015, elle compte 38 813 habitants.